# نیو بلگراد
نیو بلگراد (به صربی: New Belgrade) یک روستا در صربستان است که در بلگراد واقع شده‌است. نیو بلگراد ۴۰٫۷۰ کیلومتر مربع مساحت و ۲۱۲٬۱۰۴ نفر جمعیت دارد.

## خواهرخوانده
شهرهای زانتی و کرتی خواهرخوانده‌های نیو بلگراد هستند.